# The Neglected Wife
The Neglected Wife is een Amerikaanse dramafilm uit 1917 met Ruth Roland in de hoofdrol. Het was een serial bestaande uit 15 afleveringen.

## Rolverdeling
| Acteur           | Personage       |
| ---------------- | --------------- |
| Ruth Roland      | Margaret Warner |
| Roland Bottomley | Horace Kennedy  |
| Corinne Grant    | Mary Kennedy    |
| Neil Hardin      | Edgar Doyle     |
| Philo McCullough | Frank Norwood   |
| Mollie McConnell |                 |